# The Sims 2: Holiday Edition
The Sims 2: Holiday Edition strateška je računalna igra, simulacija stvarnog života čiji je programer tvrtka Maxis, a izdavač Electronic Arts. Igra je u prodaju puštena 17. studenog, 2005. u CD-ROM formatu. To je novo izdanje The Sims 2 igre s dodatnim predmetima, odjećom i ukrasima vezanima za blagdane poput Božića, Noći vještica i Dana Zahvalnosti. Dodatni sadržaj pušten je kao The Sims 2: Holiday Party Pack, za igrače koji su već kupili ključnu igru. 
Novija verzija The Sims 2: Holiday Edition bit će puštena u 2006. godini. Uz ključnu igru, ova verzija sadržava The Sims 2: Happy Holiday Stuff, koja je jednaka The Sims 2: Holiday Party Pack dodatku, uz novih dvadeset predmeta.

## Vanjske poveznice
- The Sims 2 službene web stranice  Arhivirana inačica izvorne stranice od 14. siječnja 2013. (Wayback Machine)